# Zigadenus
Zigadenus, monotipski biljni rod otrovnih lukovičastih trajnica iz porodice Melanthiaceae, dio tribusa Melanthieae. Jedina vrsta je Z. glaberrimus s jugoistoka Sjedinjenih Država.
Rod se nekada smatrao dijelom porodice Liliaceae s 18 do 20 vrsta, a sada je uključren u porodicu Melanthiaceae kao monotipičan, dok se ostale vrste danas mogu naći u pet različitih rodova; četiri preostala roda su Amianthium, Anticlea, Stenanthium i Toxicoscordion.
Naraste 2 do 4 metra visine. Grane imaju 6-12 cvjetova koji rastu na kratkim stapkama ili su ponekad pričvršćeni izravno na glavnu stabljiku. Cvjetovi imaju 6 tepala, prljavobijele do blijedožute boje, prečnika 1 inč (2.54 cm.) Tepalni listići leže ravno, a prašnici su gotovo toliko dugi koliko tepalni listovi.

## Sinonimi
- Gomphostylis Raf.